# Kepler-47b
Kepler-47b es un exoplaneta que orbita una estrella binaria. Fue descubierto por el telescopio espacial Kepler. El planeta se encuentra a 4900 años luz de distancia, tiene 2,98 veces el radio de la tierra y orbita ambas estrellas en 49 días.